# Ulrich Schürmann
Ulrich Schürmann (* 7. September 1943 in Berlin) ist ein deutscher Politiker (SPD).
Schürmann machte im Jahr 1963 das Abitur und studierte Geschichte, Politologie und Anglistik an der Freien Universität Berlin. 1971 legte er das Staatsexamen ab und wurde Studienrat. Seit 1974 war er Lehrer an der John-F.-Kennedy-Schule in Berlin-Zehlendorf.
Im Jahr 1964 trat Schürmann der SPD bei. Bei der Berliner Wahl 1971 wurde er in die Bezirksverordnetenversammlung des Bezirks Wilmersdorf gewählt. Im März 1978 rückte er in das Abgeordnetenhaus von Berlin nach, da Wolfgang Haus Intendant des Senders Freies Berlin (SFB) wurde. Bis 1989 war Schürmann Mitglied dieses Parlaments.
Schürmann ist langjähriges Kuratoriumsmitglied der Gesellschaft für Christlich-Jüdische Zusammenarbeit in Berlin, seit 1992 als evangelischer Vorsitzender.